# Psalistops nigrifemuratus
Psalistops nigrifemuratus là một loài nhện trong họ Barychelidae. Loài này phân bố ờ Brasil.